# Vasif Adygezalov
Vasif Zulfugar ogly Adygezalov (azeri: Vasif Zülfüqar oğlu Adıgözəlov , russisk: Васиф Зульфугар оглы Адыгеза́лов, tr. Vasif Zulfugar ogly Adygezálov; født 28. juli 1935 i Baku, Aserbajdsjanske SSR, død 15. september 2006 samme sted) var en sovjetisk/aserbajdsjansk komponist og lærer.
Adygezalov studerede komposition på musikkonservatoriet i Aserbajdsjan hos Kara Karajev. Han hører sammen med denne til Aserbajdsjans fremmeste og vigtige komponister. Han har skrevet 4 symfonier, orkesterværker, koncerter, oratorier, filmmusik og operaer etc. Adygezalov var lærer i komposition på musikkonservatoriet i Aserbajdsjan i sin senere karriere.

## Udvalgte værker
- Symfoni nr. 1 (1958) - for orkester
- Symfoni nr. 2 (1970) - for orkester
- Symfoni nr. 3 (1973) - for orkester
- Symfoni nr. 4 "Segah" (1998) - for orkester
- 4 Klaverkoncerter (1961, 1964, 1985, 1994) - for klaver og orkester
- "Landet af ild" (1987) - oratorium
- "Garabagh Shikastasi" (1989) - oratorium
- "De døde" (1963) - opera